# Romulea phoenicia
Romulea phoenicia es una planta de la familia de las iridáceas.  

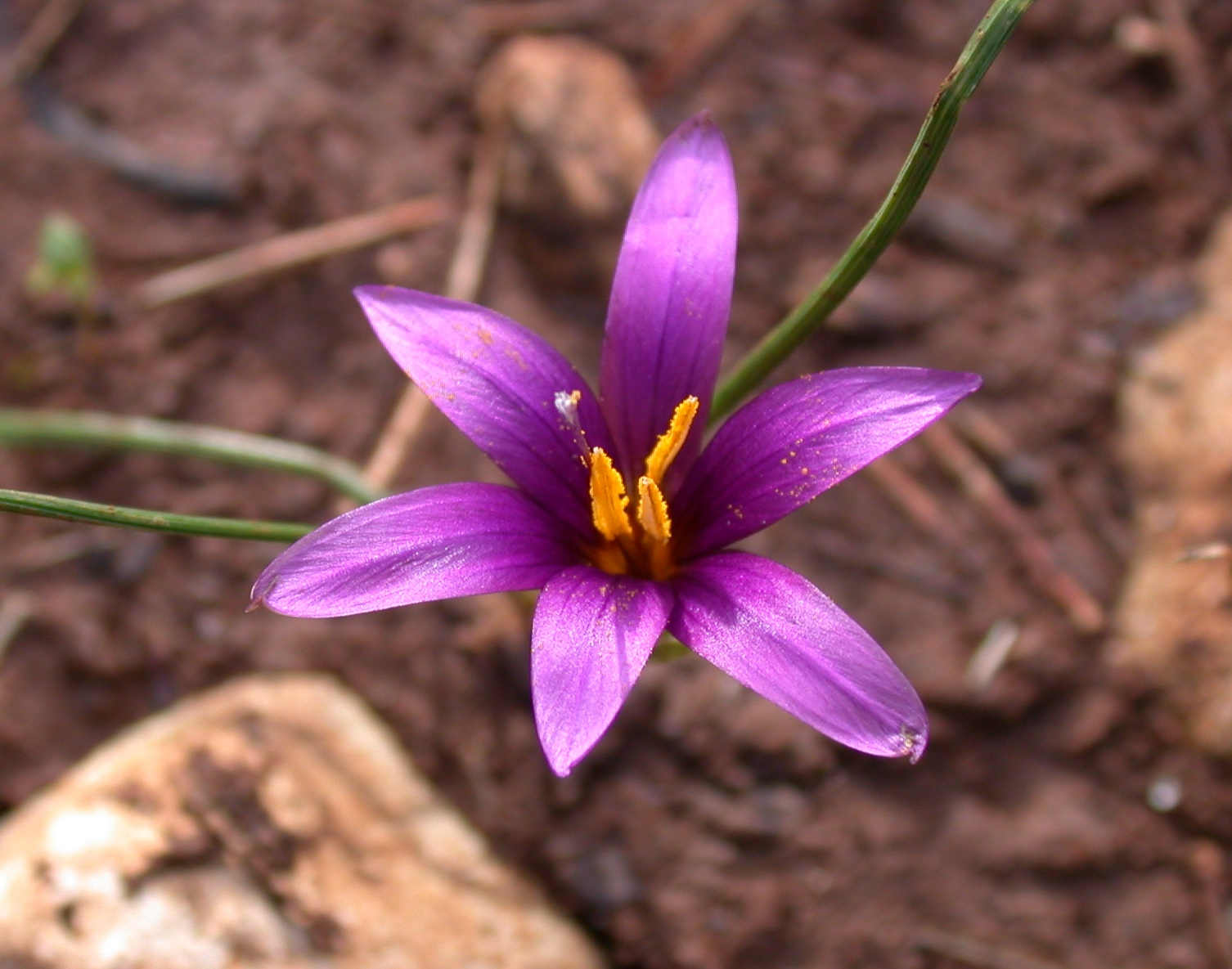
Flor

## Distribución
Romulea phoenicia se encuentra en Israel.

## Taxonomía
Romulea phoenicia fue descrita por Paul Mouterde  y publicado en Bulletin de la Société Botanique de France 100: 349. 1953.
Etimología
Romulea: nombre genérico que fue nombrado en honor de Rómulo, el fundador de Roma en la leyenda.
phoenicia: epíteto geográfico que alude a su localización en Fenicia.